# Paul Peter Ewald
Paul Peter Ewald (23 janvier 1888 à Berlin - 22 août 1985 à Ithaca, États-Unis) est un cristallographe et un physicien allemand et américain. 

## Biographie
Il est un pionnier des méthodes de diffraction de rayons X. Il est également l'éponyme de la sommation d'Ewald et de la sphère d'Ewald. Il est le beau-père de Hans Bethe.
Paul Peter Ewald reçoit la médaille Max-Planck en 1978.
Ewald écrit plusieurs livres sur la mécanique des solides et des fluides, dont The Physics of Solids and Fluids en collaboration avec les physiciens Th. Pöschl et Ludwig Prandtl (voir également nombre de Prandtl, paramètre adimensionnel important mesurant le rapport entre la diffusion de la quantité de mouvement et celle de la chaleur en mécanique des fluides).
Il est également le premier président de l'union internationale de cristallographie, de 1946 à 1948, et de 1960 à 1963.